# Carlos Valdes
Carlos (David) Valdes (* 20. duben 1989, Cali, Kolumbie) je kolumbijský herec a zpěvák. V současné době hraje roli Cisca Ramona/Viba v seriálu The Flash.

## Životopis
Carlos se přestěhoval do Miami z Kolumbie v 5 letech, poté se znovu přestěhoval ve 12 letech do Marietty v Gruzii. Studoval na University of Michigan s herci z divadelní skupiny StarKid Productions. Po absolvování v roce 2011 se začal zcela věnovat divadlu.

## Kariéra
Mezi lety 2009 a 2011 se podílel na divadelních inscenacích jako High School Musical a The Wedding Singer byl také náhradník v národním turné Jersey Boys.
Od března 2013 do března 2014hrál roli Andreje v muzikálu Once, , ve kterém hrál na klavír, kytaru, ukulele, basu a bicí. V roce 2013 byl muzikál nominován na Tony Award.
V roce 2014 se poprvé objevil na televizních obrazovkách v seriálu Arrow, než se objevil ve spin-offu seriálu, The Flash, jako  Francisco "Cisco" Ramón/Vibe, technický génius. Cisco je součástí S.T.A.R. Labs týmu, spolu s Dr. Harrisonem Wellsem a Dr. Caitlin Snow pomáhají Barrymu Allenovi s jeho schopností.
V červnu 2015, bylo potvrzeno, že Carlos propůjčí svůj hlas do animovaného seriálu Vixen.

## Filmografie

### Televize
| Rok           | Název                               | Role                            | Poznámky                                  |
| ------------- | ----------------------------------- | ------------------------------- | ----------------------------------------- |
| 2014–2018     | Arrow                               | Cisco Ramon / Vibe / Mecha-Vibe | vedlejší role, 6 dílů                     |
| 2014–2021     | Flash                               | Cisco Ramon / Vibe / Mecha-Vibe | hlavní role (1.–7. řada)                  |
| 2015–2016     | Vixen                               | Cisco Ramon / Vibe / Mecha-Vibe | internetový seriál, vedlejší role, 7 dílů |
| 2016          | The Flash: Chronicles of Cisco      | Cisco Ramon / Vibe / Mecha-Vibe | internetový seriál, hlavní role           |
| 2016–2017     | Legends of Tomorrow                 | Cisco Ramon / Vibe / Mecha-Vibe | 3 díly                                    |
| 2016–2018     | Supergirl                           | Cisco Ramon / Vibe / Mecha-Vibe | 3 díly                                    |
| 2017          | Freedom Fighters: The Ray           | Cisco Ramon / Vibe / Mecha-Vibe | internetový seriál, vedlejší role, 8 dílů |
| 2020          | Wayward Guide for the Untrained Eye | Dr. Henry Edwards               | internetový seriál, vedlejší role, 9 dílů |
| 2022          | Gaslit                              | Paul Magallanes                 | vedlejší role, 6 dílů                     |
| bude oznámeno | Up Here                             | Miguel                          | hlavní role                               |

## Diskografie
- 2013: "1001 Noci (Pop Version)" s Britney Coleman – Twisted soundtrack [7]
- 2013: Space Age - EP [8]
- 2015: Night Off - EP[9]
- 2015: "Open Your Eyes"[10]